# Killers 2: The Beast
Killers 2: The Beast is een Amerikaanse film uit 2002 van The Asylum met Kim Little.

## Verhaal
Een meisje zit gevangen in een zwaarbewaakt gesticht. Hier doet ze flink haar best om tegen haar persoonlijke demonen te vechten en te zorgen dat ze niet langzamerhand doordraait. Ondertussen moet ze ook uitkijken voor een groep moordenaars. Deze moordenaars doen namelijk hun best om het meisje voorgoed te laten zwijgen.

## Rolverdeling
| Acteur               | Personage        |
| -------------------- | ---------------- |
| Kim Little           | Heather          |
| D.C. Douglas         | Dr. W. B. Miller |
| Nick Stellate        | Braces           |
| Melissa Reneé Martin | Emma             |
| Steven Glinn         | Jim              |